# Talapoptera affinis
Talapoptera affinis là một loài bướm đêm trong họ Noctuidae.